# Georges Adéagbo
Georges Adéagbo, né à Cotonou en 1942, est un artiste sculpteur béninois.

## Biographie
Georges Adéagbo a fait des études de droit à Abidjan, Côte d’Ivoire. En 1967 il part pour la France où il fait un stage chez Pechiney. À la suite du décès de son père, il retourne au Bénin en 1971 pour assumer les affaires paternelles. C'est alors que débute son activité artistique, il commence à faire des écrits  philosophiques et à collecter, dans les rues ou proche de la lagune, de nombreux objets abandonnés ou perdus. Il recueille tout : vêtements, tissus, chaussures, disques, livres, jouets, coupures de journaux, notes écrites, cailloux, paquets de cigarettes, morceaux de plastique. Tous ces objets, chargés d’une mémoire, d’une histoire et tombés dans l’oubli, Georges Adéagbo les organise dans un ordre précis. Georges ne s'approprie pas les objets, ce sont les objets qui le sollicitent. Il dit de lui-même « Je marche, je pense, je vois, je passe, je reviens, je ramasse les objets qui m'attirent, je rentre, je le lis, j'écris des notes. J'apprends». La démarche artistique de Georges Adéagbo n’est pas comprise par ses proches. Critiqué, incompris, il est pris pour un fou et sera même interné.

## Parcours artistique
En 1993 Georges Adéagbo rencontre Jean-Michel Rousset, un commissaire d'exposition, alors collaborateur du marchand d’art français André Magnin également directeur artistique de la Contemporary African Art Collection. Débute ainsi sa carrière artistique, il peut enfin présenter ses « installations » ailleurs que dans sa cour. L’année suivante, il expose à la Saline royale d'Arc-et-Senans. Puis s’ensuivra d’autres expositions en Europe et partout dans le monde. En 1999, c’est la consécration : il expose à la Biennale de Venise et il devient le premier artiste africain à recevoir le prix du jury de la Biennale de Venise. Il rencontre alors Stephan Köhler, qui deviendra le coordinateur de ses futures expositions. Trois ans plus tard, il participe à la documenta de Cassel orchestrée par Okwui Enwezor.
Avec le temps, ses œuvres sont plus soignées mais elles restent conformes aux codes de l’art conceptuel. Georges Adéagbo se saisit des éléments clés des sociétés qu’il croise pour construire un libre langage. Observateur implacable de la marche du monde, ses œuvres pointent les constantes de l’Histoire (le racisme, la pauvreté, la crise, les guerres) et creusent un dialogue souterrain entre sa culture africaine et celles des pays où il est invité à exposer.

## Distinctions
- 2017 : Finkenwerder Art Prize[5]

## Expositions individuelles et collectives
- 2018 : Georges Adéagbo, Genève, Suisse d’hier et Genève, Suisse d’aujourd’hui, Maison Tavel et Palais des Nations, Genève, du 3 mai au 18 mai 2018
- 2017 : Georges Adéagbo - Finkenwerder Kunstpreis, Hamburger Kunsthalle, Allemagne
- 2017 : AFRICA: Telling a world, Padiglione d‘Arte Contemporanea, du 27 juin au 11 septembre 2017, Milan’s PAC, Italie
- 2016 : Knowing oneself, does one know who the other is...?” Africa in Jerusalem, du 17 février 2016 au 6 mai 2016, Focus Gallery, The Israel Museum, Jérusalem, Israël[6]
- 2016 : Why not Ask Again?, 11th Shanghai Biennale, Chine
- 2016 : An Age Of Our Own Making, Images Biennial, Holbaek, Danemark
- 2015 : Global Imagination, Museum De Lakenhal, Leiden, Pays-Bas
- 2015 : Foire de Bâle [1]
- 2014 : La Naissance de Stockholm, Moderna Museet, Stockholm, Suède
- 2014 : Bois Sacré, Dakar Biennale, curated by Martine Boucher, Dakar, Senegal
- 2012 : Triennale de Paris “Intense Proximity”, Palais de Tokyo, France, sous le commissariat de Okwui Enwezor
- 2012 : Biennale Regard Benin 2012, Porto Novo et Togbin Plage, Cotonou, Benin
- 2008 : La rencontre..!, Palazzo Vecchio, Florence, Italie
- 2007 : Créer le monde en faisant des collections- hommage a Christoph Weickmann, in "Weickmann’s Wunderkammer", Museum Ulm, Ulm, Allemagne;
- 2005 : La colonisation belge en Afrique noire, version modifiée pour Belgique Visionnaire, Bozar, Bruxelles, sous le commissariat de Harald Szeemann
- 2005 : African Art Now : Masterpieces from the Jean Pigozzi Collection, Musée des beaux-arts de Houston, Texas
- 2004-2005 : DC : Georges Adéagbo, Musée Ludwig, Cologne
- 2004-2005 : Georges Adéagbo : Le Socialisme Africain, Ikon Gallery, Birmingham
- 2004 :  L’explorateur et les explorateurs devant l’histoire de l’exploration.. !-Le théâtre du monde.. !, Museum Ludwig, Cologne, Allemagne
- 2002 : L’explorateur et les explorateurs devant l’histoire de l’exploration..!-Le théâtre du monde.. !,  Dokumenta 11_Platform 5, documenta, Cassel
- 2001-2002 : The Short Century: Independence and Liberation Movements in Africa 1945-1994, Museum Villa Stuck, Munich ; Haus der Kulturen der Welt, Berlin et Museum of Modern Art, New-York
- 2001 : Ein Raum ist eine Welt, Kunsthalle Zurich, Zurich
- 2001 : Georges Adeagbo. The Pytgagorean Age, Taxipalais Gallery, Innsbruck
- 2000-2001 : Georges Adeagbo, Lille Métropole Musée d'art moderne, d'art contemporain et d'art brut, France
- 2000 : La rencontre de l’Afrique et du Japon, Toyota Municipal Museum of Art, Toyoto, Japon
- 2000 : Disaster of War, PS1 Museum of Modern Art, New-York
- 2000 :  Voilà. Le Monde dans la tête, Musée d'art moderne de la ville de Paris, France
- 2000 : Partaged exotismes, 5ème Biennale d'art contemporain de Lyon, France
- 1999-2000 : Kunst Welten Im Dialogue, Musée Ludwig, Cologne
- 1998 : Veilleurs du Monde, Palais de la Porte Dorée, Paris
- 1998 : Les Ecole philosophiques, 7ème Triennale de la petite Sculpture, Stuttgart
- 1998 : Roteiros. Roteiros. Roteiros. Roteiros..., 24ème Biennale de São Paulo, Brésil
- 1997 : Alternating Currents, 2ème Biennale de Johannesbourg, Afrique du Sud
- 1997 : Georges Adeagbo. La mort et la Résurrection, Galerie Nathalie Obadia, Paris
- 1997 : Les autres modernités,  Haus der Kulturen der Welt, Berlin
- 1996 : African Art Towards the Year 2000 Images of Africa, Round Tower, Copenhague
- 1995 : BIG CITY, The Serpentine Gallery, London
- 1994-1998 : La Route de l'Art sur la Route de l'Esclave, Musée Claude-Nicolas Ledoux d'Arc-et-Senans ; Museum of Modern Art, São Paulo, Brésil et Cultural Center,  Sainte-Marie (Martinique)
- 2021-2022 : L'Énigme autodidacte[7], Musée d'art moderne et contemporain de Saint-Étienne Métropole, Saint-Étienne, France